# Ozerain
Pour les articles homonymes, voir Ozerain (homonymie).
L'Ozerain est une rivière française du département de la Côte-d'Or dans la région Bourgogne-Franche-Comté en Pays d'Auxois et est un affluent de la Brenne, c'est-à-dire un sous-affluent de la Seine par l'Armançon et l'Yonne.

## Géographie
D'une longueur de 35,8 kilomètres, l'Ozerain prend sa source à moins de deux kilomètres des buttes Chaume Ronde (567 m) et Bûcheron (574 m), à l'altitude 504 mètres sur la commune de Saint-Mesmin.
L'Ozerain coule globalement du sud vers le nord-ouest.
L'Ozerain conflue dans la rivière la Brenne au pied du Mont Auxois, lieu de la célèbre bataille d'Alésia en 52 av. J.-C.

## Communes et cantons traversés
Dans le seul département de la Côte-d'Or, l'Ozerain traverse dix communes et deux cantons :
- dans le sens amont vers aval : Saint-Mesmin (source), Avosnes, Chevannay, Villy-en-Auxois, Villeberny, Jailly-les-Moulins, Hauteroche, Flavigny-sur-Ozerain, Alise-Sainte-Reine, Mussy-la-Fosse (confluence).

Soit en termes de cantons, l'Ozerain prend source dans le canton de Vitteaux, conflue dans le canton de Venarey-les-Laumes.

## Affluents
L'Ozerain a neuf affluents référencés :
- le ruisseau les Combes (rd) 1,4 km, sur la commune de Saint-Mesmin.
- le ruisseau de Fontette (rd) 2,5 km, sur la commune de Saint-Mesmin.
- le ruisseau de Barain (rg) 3,8 km, sur les deux communes d'Avosnes et Chevannay.
- le ruisseau de Saint-Cassien (rg) 3,7 km, sur les deux communes de Massingy-lès-Vitteaux et Villy-en-Auxois avec un affluent :
  - le ruisseau de Chevrey (rd) 1,9 km sur les deux mêmes communes de Massingy-lès-Vitteaux et Villy-en-Auxois.
- le ruisseau Guenin (rg) 4,3 km, sur les deux communes de Massingy-lès-Vitteaux et Villeberny.
- le ruisseau de Jagey (rg) 3 km, sur les deux communes de Jailly-les-Moulins et Villeberny.
- le ruisseau de Grissey (rd) 1,5 km, sur la seule commune de Jailly-les-Moulins.
- le ruisseau du Val Sambon (rg) 9,3 km, sur les quatre communes de Dampierre-en-Montagne, Flavigny-sur-Ozerain, Hauteroche, et La Roche-Vanneau.
- le ruisseau de Verpant (rg) 1,5 km, sur la seule commune de Flavigny-sur-Ozerain.

Selon Géoportail, il existe aussi :
- le ruisseau de Recluse (rg) sur la commune de Flavigny-sur-Ozerain.
- la Combe Posey (rd) sur la commune de Saint-Mesmin.

## Toponyme
L'Ozerain (d’« osier ») a donné son hydronyme à la commune de Flavigny-sur-Ozerain.